# Прудовка (Брянская область)
Прудовка — опустевший поселок в Новозыбковском городском округе Брянской области.

## География
Находится в западной части Брянской области на расстоянии приблизительно 16 км на запад-северо-запад по прямой от районного центра города Новозыбков.

## История
На карте 1941 года не был еще отмечен, показан на карте 1989 года как поселок с 60 жителями. До 2019 года входил в состав Старобобовичского сельского поселения Новозыбковского района до их упразднения. По состоянию на 2020 год опустел.

## Население
Численность населения: 28 человек в 2002 году (русские 100 %), 1 в 2010.